# Фрезонара
Фрезонара (італ. Fresonara, п'єм. Fërsnèira) — муніципалітет в Італії, у регіоні П'ємонт,  провінція Алессандрія.
Фрезонара розташована на відстані близько 450 км на північний захід від Рима, 85 км на схід від Турина, 16 км на південь від Алессандрії.
Населення — 748 осіб (2014).
Щорічний фестиваль відбувається 8 вересня. 

## Демографія
Населення за роками:

Станом на 1 січня 2023 року в муніципалітеті офіційно проживало 16 іноземців з 6 країн, серед них 4 громадяни країн Євросоюзу.

## Сусідні муніципалітети
- Базалуццо
- Боско-Маренго
- Предоза